# Mare de Déu de Burg
La Mare de Déu de Burg és una capella de la població de Vilamur, pertanyent al terme municipal de Soriguera, a la comarca del Pallars Sobirà. Formava part del seu terme primigeni.
Està situada al costat de la Borda de Burg, a quasi dos quilòmetres a l'est-sud-est de Vilamur.